# West Galloberry Farm
Die West Galloberry Farm, auch West Gallaberry Farm, ist ein Bauernhof nahe der schottischen Ortschaft Kirkton in der Council Area Dumfries and Galloway. 1971 wurde das Bauwerk in die schottischen Denkmallisten in der höchsten Denkmalkategorie A aufgenommen. Der Denkmalschutz erstreckt sich explizit nicht auf das zugehörige Bauernhaus.

## Beschreibung
Der Bauernhof liegt isoliert rund zwei Kilometer nordwestlich von Kirkton, wenige hundert Meter östlich des Nith. Die Gebäude stammen wahrscheinlich größtenteils aus dem frühen 19. Jahrhundert. Die länglichen, dreistöckigen Bauwerke sind in U-Form angeordnet. Eine Mauer sowie modernere Gebäude schließen den entstehenden Innenhof an der vierten Seite fast vollständig. In den Gebäuden sind Stallungen und Scheunen untergebracht. Sie sind mit funktionalen Toren und Fenstern sowie Belüftungsöffnungen ausgestattet. Mit Ausnahme eines Walmdachs sind abschließende Satteldächer verbaut. Sie sind mit Schiefer eingedeckt.
An der Nordseite ist eine Pferdemühle mit oktogonalem Grundriss vorgelagert. Das Mauerwerk besteht aus Bruchstein und ist gekalkt. Das Bauwerk ist offen mit Pfeilern gestaltet, welche das abschließende Zeltdach tragen. Die Antriebsinstallationen mit den Vorrichtungen zum Einspannen von drei Pferden sind erhalten.